# Gagea bulbifera
Gagea bulbifera är en liljeväxtart som först beskrevs av Pall., och fick sitt nu gällande namn av Richard Anthony Salisbury. Gagea bulbifera ingår i Vårlökssläktet och i familjen liljeväxter. Inga underarter finns listade.